# Heteropoma quadrasi
Heteropoma quadrasi é uma espécie de gastrópode  da família Assimineidae.
É endémica de Guam.